# 현실과 과학
《현실과 과학》은 1988년부터 1991년까지 새길출판사가 발행한 무크지다. 모두 10권이 나왔다. 주로 신식민지국가독점자본주의론을 둘러싼 이론적 논쟁과 소련 마르크스주의 정치경제학 연구동향 등을 실었다.

## 민중민주그룹의 이론적 원천
현실과 과학의 핵심적인 연구 성과는 82학번이 주축인 서울사회과학연구소에서 나왔다. 서울사회과학연구소는 이진경, 조국, 전효관, 이창휘, 진중권, 이지원 등이 주체사상을 비판하려고 모인 연구소였다.